# نانتوكيت
نانتوكيت هي جزيرة تقع على مسافة 48 كيلومتراً جنوب كيب كود في ولاية ماساتشوستس الأمريكية. تُشكِّل مع جزيرتي توكيرنوك ومسكيجيت الصَّغيرتين بلدة نانتوكيت، والتي تُمثِّل بدورها نفس حدود مقاطعة نانتوكيت الإدارية. تضم المقاطعة منطقة سرفيس سايد، وهي النقطة الأبعد جنوباً جغرافياً في ولاية ماساتشوستس. اشتقَّ اسم البلدة من أسماء ألغوكوانيَّةٍ شبيهةٍ أطلقت على الجزيرة في القدم، قد يكون معناها «البلاد/الجزيرة البعيدة جداً».
تعد جزيرة نانتوكيت وجهةً سياحيَّةً معروفة ومصيفاً مرتاداً، إذ يزداد عدد سكَّانها من 10,000 في معظم السنة إلى 50,000 نسمة في فصل الصَّيف. في عام 2008، صنَّفت مجلة فوربس أسعار الإقامة في الجزيرة على أنَّها من الأعلى على مستوى الولايات المتحدة الأمريكية.
تُصنِّف إدارة المتنزهات الوطنية الأمريكية مقاطعة نانتوكيت التاريخية - التي تضمُّ كامل الجزيرة - على أنَّها «أفضل موقع أثري وبيئيّ باقٍ لميناء ساحليٍّ في إنكلترا الجديدة من حقبة نهاية القرن الثامن عشر ومطلع التاسع عشر».

## المناخ
يظهر الجدول التالي التغييرات المناخية على مدار السنة لنانتوكيت:
| البيانات المناخية لـنانتوكيت                                                          | البيانات المناخية لـنانتوكيت | البيانات المناخية لـنانتوكيت | البيانات المناخية لـنانتوكيت | البيانات المناخية لـنانتوكيت | البيانات المناخية لـنانتوكيت | البيانات المناخية لـنانتوكيت | البيانات المناخية لـنانتوكيت | البيانات المناخية لـنانتوكيت | البيانات المناخية لـنانتوكيت | البيانات المناخية لـنانتوكيت | البيانات المناخية لـنانتوكيت | البيانات المناخية لـنانتوكيت | البيانات المناخية لـنانتوكيت |
| الشهر                                                                                 | يناير                        | فبراير                       | مارس                         | أبريل                        | مايو                         | يونيو                        | يوليو                        | أغسطس                        | سبتمبر                       | أكتوبر                       | نوفمبر                       | ديسمبر                       | المعدل السنوي                |
| ------------------------------------------------------------------------------------- | ---------------------------- | ---------------------------- | ---------------------------- | ---------------------------- | ---------------------------- | ---------------------------- | ---------------------------- | ---------------------------- | ---------------------------- | ---------------------------- | ---------------------------- | ---------------------------- | ---------------------------- |
| الدرجة القصوى °ف (°م)                                                                 | 63 (17)                      | 58 (14)                      | 66 (19)                      | 83 (28)                      | 85 (29)                      | 92 (33)                      | 92 (33)                      | 100 (38)                     | 86 (30)                      | 83 (28)                      | 74 (23)                      | 63 (17)                      | 100 (38)                     |
| متوسط درجة الحرارة الكبرى °ف (°م)                                                     | 38.1 (3.4)                   | 39.4 (4.1)                   | 44.3 (6.8)                   | 51.3 (10.7)                  | 59.8 (15.4)                  | 68.0 (20.0)                  | 75.1 (23.9)                  | 74.7 (23.7)                  | 69.5 (20.8)                  | 60.8 (16.0)                  | 51.9 (11.1)                  | 43.7 (6.5)                   | 56.4 (13.6)                  |
| المتوسط اليومي °ف (°م)                                                                | 31.6 (−0.2)                  | 33.0 (0.6)                   | 37.6 (3.1)                   | 44.8 (7.1)                   | 53.0 (11.7)                  | 61.7 (16.5)                  | 68.6 (20.3)                  | 68.3 (20.2)                  | 62.8 (17.1)                  | 54.2 (12.3)                  | 45.7 (7.6)                   | 37.3 (2.9)                   | 49.9 (9.9)                   |
| متوسط درجة الحرارة الصغرى °ف (°م)                                                     | 25.1 (−3.8)                  | 26.5 (−3.1)                  | 30.9 (−0.6)                  | 38.4 (3.6)                   | 46.1 (7.8)                   | 55.5 (13.1)                  | 62.2 (16.8)                  | 61.8 (16.6)                  | 56.2 (13.4)                  | 47.5 (8.6)                   | 39.4 (4.1)                   | 30.9 (−0.6)                  | 43.4 (6.3)                   |
| أدنى درجة حرارة °ف (°م)                                                               | −3 (−19)                     | −2 (−19)                     | 7 (−14)                      | 20 (−7)                      | 28 (−2)                      | 35 (2)                       | 47 (8)                       | 39 (4)                       | 34 (1)                       | 22 (−6)                      | 16 (−9)                      | −3 (−19)                     | −3 (−19)                     |
| الهطول إنش (مم)                                                                       | 3.61 (92)                    | 2.72 (69)                    | 4.25 (108)                   | 3.74 (95)                    | 3.42 (87)                    | 3.49 (89)                    | 3.09 (78)                    | 3.91 (99)                    | 4.04 (103)                   | 3.92 (100)                   | 4.43 (113)                   | 3.80 (97)                    | 44.42 (1٬128)                |
| متوسط تساقط الثلوج إنش (سم)                                                           | 7.4 (19)                     | 8.5 (22)                     | 6.6 (17)                     | 0.8 (2.0)                    | 0.0 (0.0)                    | 0.0 (0.0)                    | 0.0 (0.0)                    | 0.0 (0.0)                    | 0.0 (0.0)                    | 0.0 (0.0)                    | 0.2 (0.51)                   | 5.8 (15)                     | 29.4 (75)                    |
| متوسط أيام هطول الأمطار (≥ 0.01 in)                                                   | 12                           | 10                           | 11                           | 11                           | 10                           | 8                            | 7                            | 9                            | 8                            | 9                            | 12                           | 13                           | 118                          |
| المصدر #1: NOAA (1981−2010 normals)                                                   |                              |                              |                              |                              |                              |                              |                              |                              |                              |                              |                              |                              |                              |
| المصدر #2: Western Regional Climate Center (precipitation days and snow 1948−present) |                              |                              |                              |                              |                              |                              |                              |                              |                              |                              |                              |                              |                              |

## معرض صور

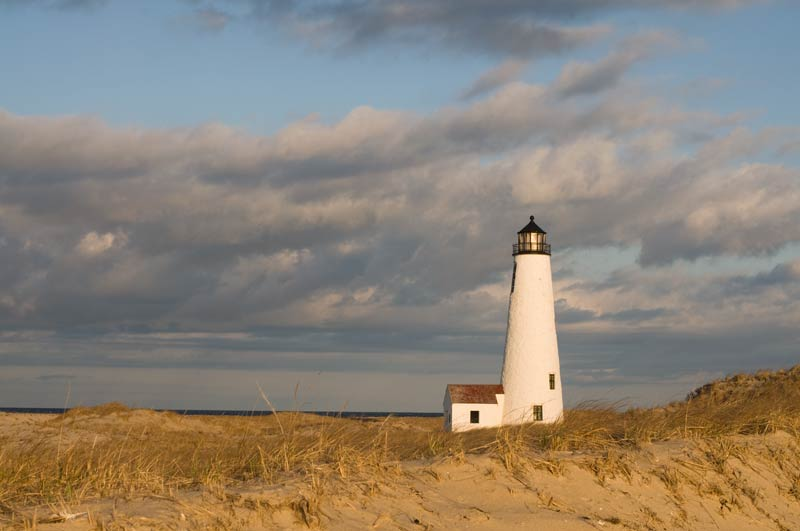
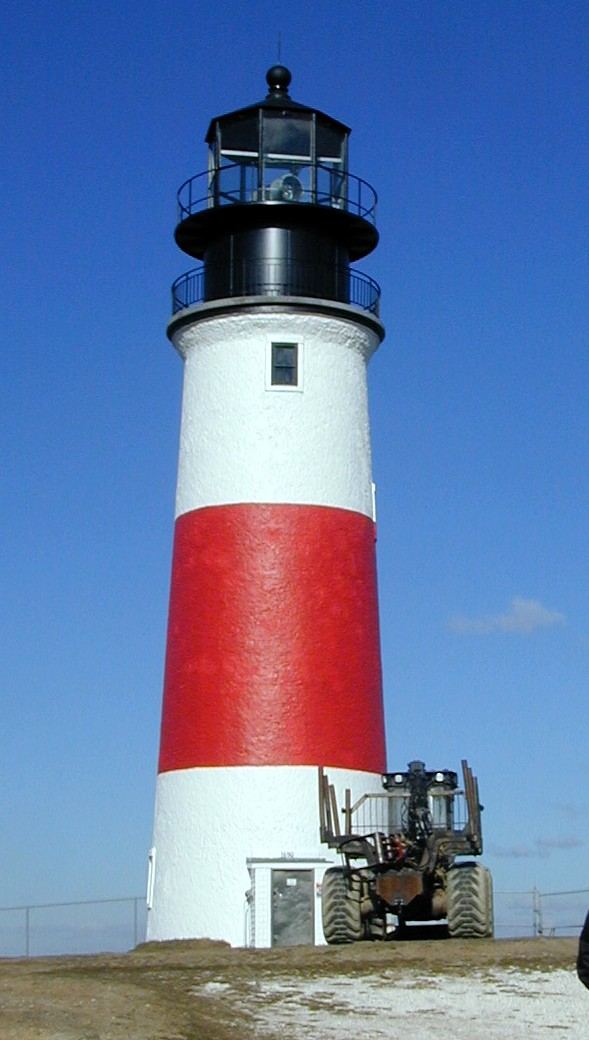
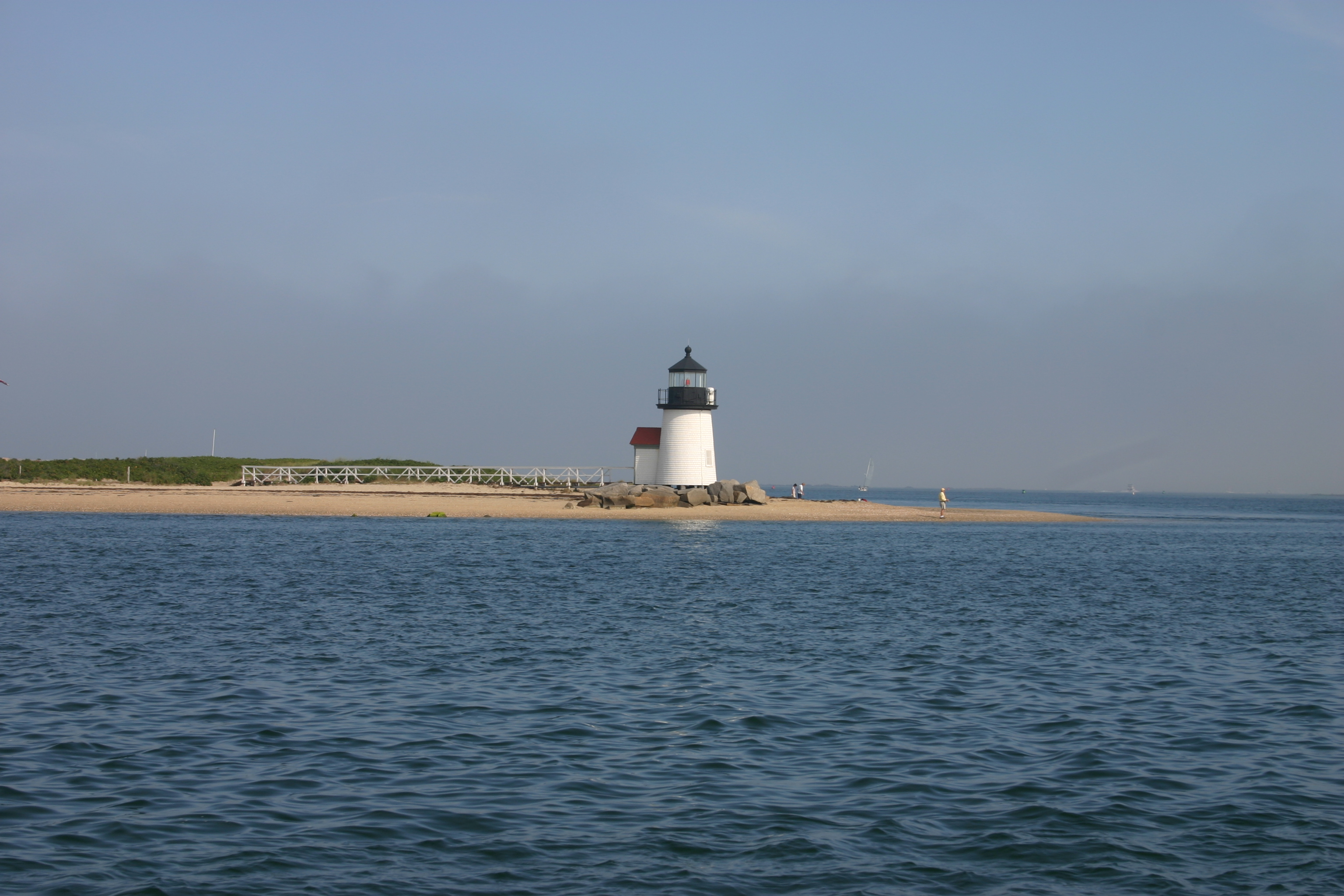

## أعلام
- ميغان تراينور
- إليزابيث كوفين
- توم إيرلي
- ماريا ميتشل
- جورج وايتنغ فلاغ
- أوين تشيس
- لوكريشا موت
- بيل ديكسون
- جدعون غاردنر
- باتريك برنارد ديلاني
- آنا غاردنر